# 耶西

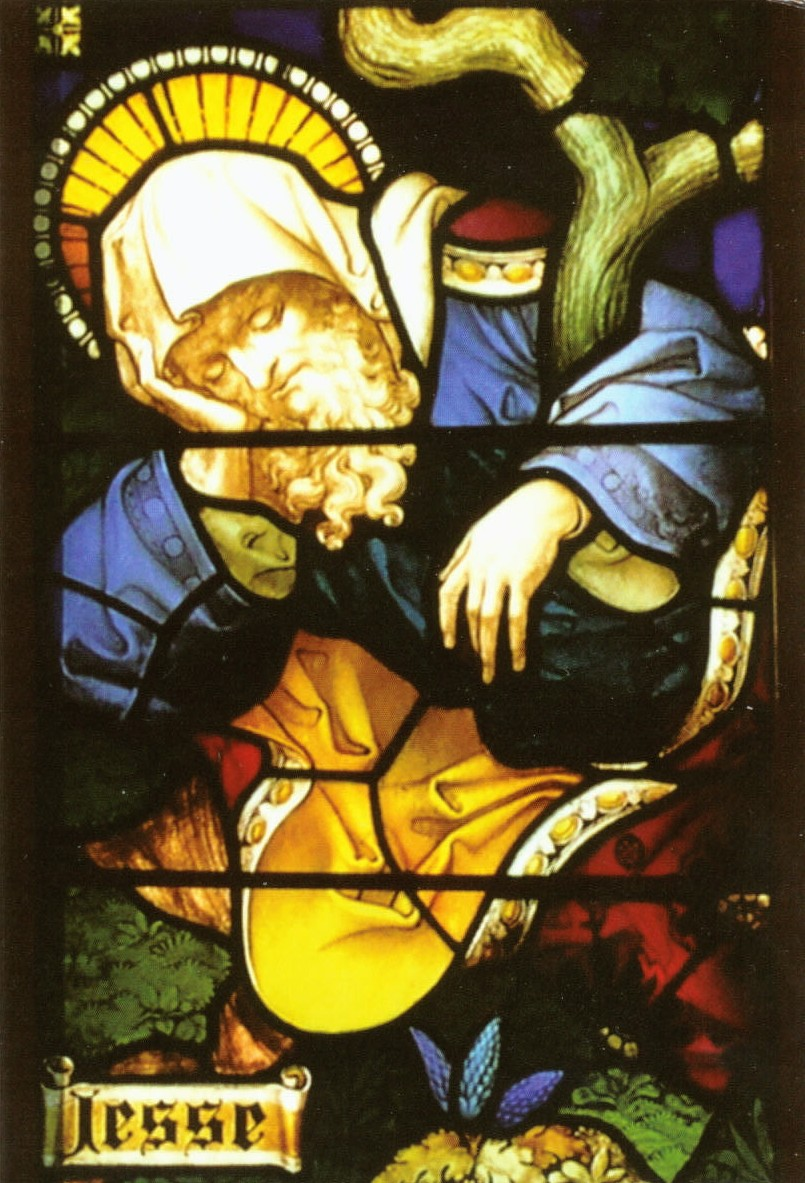
英格兰苏塞克斯霍夫诸圣教堂彩色玻璃窗上的耶西

耶西（希伯来语：יִשַׁי，意为“神的礼物”），天主教譯名為葉瑟，是希伯来圣经撒母耳记 中的人物，大卫王的父亲。大卫有时简称为“耶西的儿子”（ben yishai）。耶西是俄备得的儿子、波阿斯和路得的孙子。他是一位伯利恒人。

## 耶西的本
从11世纪起，耶西的本就被描绘在宗教灯饰、抄本、壁画、木雕、石雕包括墓碑、彩色玻璃窗、地面砖和刺绣。这些作品，通常将耶西描绘成靠在一棵树上，树枝上是基督的祖先和先知们，而基督位于顶端。最早的带插图的抄本并不都是描绘耶西或基督。但不是所有插图都包括同样数目的人物。
耶西的名字在希伯来圣经中提到，特别是在以赛亚书11章1-3节：
|  | 从耶西的本必发嫩条，从他根生的枝子必结果实。耶和华的灵必安歇在祂身上，就是智慧和聪明的灵，谋略和能力的灵，知识和敬畏耶和华的灵。祂必以敬畏耶和华为乐：审判不凭眼见，判断也不凭耳闻； |

基督徒将这一段看作是关于耶稣的预言，他们认为耶稣就是弥赛亚。

## 耶西的儿子
根据圣经记载，耶西共有8个儿子。长子以利押身材高大，外貌出众，但是不具备以色列国王的内心。“不要看他的外貌和他身材高大，⋯⋯人是看外貌，耶和华是看内心。”其次的亚比拿达、沙玛都未被选中，只有最年幼的大卫受膏成为以色列在扫罗之后的第二位国王。撒母耳记上16章12节描述他“是大能的勇士，又是战士，说话合宜，容貌俊美，”。